# جوزيف هيلمسبرغر الأب
جوزيف هيلمسبرغر الأب (3 نوفمبر 1828 – 24 أكتوبر 1893) عازف كمان وقائد فرقة موسيقية وملحن نمساوي.
ولد في فيينا، وهو ابن الموسيقي والمعلم جورج هيلمسبرغر الأب (1800-1873)، وتعلم العزف على الكمان على يد والده في معهد فيينا الموسيقي. ينحدر هيلمسبرجر من عائلة من الموسيقيين البارزين بما في ذلك: الأخ جورج جونيور (1830-1852)؛ ابن جوزيف جونيور (1855–1907)؛ وابنه فرديناند (1863-1940).
في عام 1851، أصبح هيلمسبرغر أستاذًا للكمان في معهد فيينا الموسيقي، والمدير الفني وقائد حفلات رابطة أصدقاء الموسيقى وكذلك مدير معهد فيينا الموسيقي. بعد تقسيم الدورين في عام 1859، ظل مدير المعهد الموسيقي، بينما أصبح يوهان هيربيك قائد الحفلات الموسيقية. كان أستاذًا حتى عام 1877، لكنه استمر في منصب المدير حتى وفاته في فيينا.